# 1624

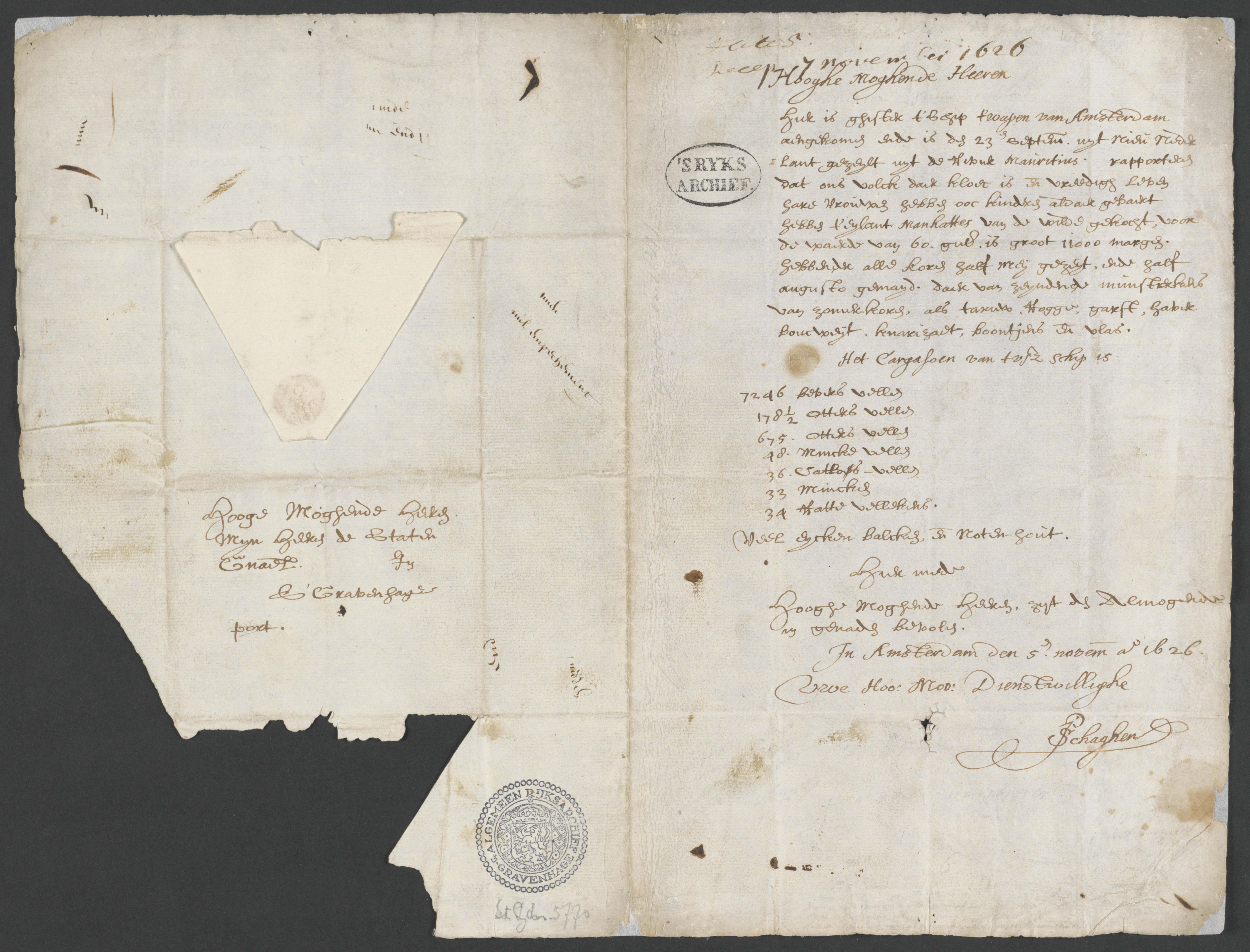
Koopakte van Manhattan

Het jaar 1624 is het 24e jaar in de 17e eeuw volgens de christelijke jaartelling.

## Gebeurtenissen
januari
- 1 - Bij Tull en 't Waal breekt de dijk van de Lek door. De wateroverlast reikt tot Amsterdam en Rotterdam. Om het herstel van de dijk te kunnen betalen geeft het Hoogheemraadschap van de Lekdijk Bovendams eeuwigdurende obligaties uit.
- 23 - Graaf Johan VIII van Nassau-Siegen staat een deel van het graafschap af aan zijn jongere broer Willem.

februari
- Februari: Inval in het Oldambt en Westerwolde (Oost-Groningen) door Spaansgezinde troepen van gouverneur Lucas Cayro van Lingen en overste Gauchier uit Grol, Lingen en Oldenzaal. Winschoten, Heiligerlee, Scheemda, Eexta, Noordbroek en Slochteren worden in brand gestoken nadat de geëiste brandschatting niet snel genoeg bijeen is gebracht door de bevolking. De staatse bevelhebber Stakenbroeck verdrijft met zijn ruiters de Lingers het land uit, maar niet voordat deze een grote hoeveelheid vee en geld hebben buitgemaakt.
- Van 16 tot en met 24 februari valt Hendrik van den Bergh met een Spaans leger de Veluwe en een deel van het graafschap Zutphen binnen; de aanval wordt afgeslagen waarop de aanvallers moeten vluchten.

mei
- Mei : aankomst van de Nieu Nederlandt, een schip gecharterd door de West-Indische Compagnie, bij het eiland Manhattan. Aan boord is een dertigtal Zuid-Nederlandse families: de meeste zijn Walen vergezeld door een aantal Vlamingen en Brabanders. Ze hebben een contract van zes jaar en zullen daar Nieuw-Amsterdam helpen stichten, het huidige New York

juni
- 10 - Verdrag van Compiègne. Lodewijk XIII van Frankrijk, bezorgd over de wankele toestand van de Republiek schenkt zijn bondgenoot 1 miljoen gulden per jaar (zo'n 7% van hun defensie-uitgaven)

juli
- 24 - Jan Adriaanszoon Leeghwater krijgt van het waterschap opdracht de Wijdewormer droog te maken.

augustus
- 25 - De Verenigde Oost-Indische Compagnie stemt toe in de Chinese eis om de Penghu-eilanden te ontruimen en haar handelspost te verplaatsen naar Taiwan.
- 28 - Ambrogio Spinola belegert Breda; de stad zal na ruim negen maanden beleg vallen op 5 juni 1625.
- In Oslo vindt een stadsbrand plaats, waarbij de stad zodanig afbrandt, dat de koning besluit de stad een paar kilometer westelijker opnieuw op te bouwen.

oktober
- 22 - Jessé de Forest, een Waals ontdekkingsreiziger en leider van de eerste groep inwoners van Nieuw-Amsterdam, sterft aan koorts bij de monding van de Oiapoque, na een poging hier een Nederlandse handelpost op te richten.

november
- november - De zieke prins Maurits draagt het opperbevel van de troepen in Brabant over aan zijn broer Frederik Hendrik en zijn neef Ernst Casimir.

zonder datum
- De Engelse theoloog Edward Herbert of Cherbury publiceert het werk "De veritate" waarin hij de openbaring terugbrengt tot een individuele ervaring. De geloofsopvatting die hij introduceert zal later deïsme worden genoemd.
- De kolonie Cayenne komt in Franse handen.

## Beeldende kunst

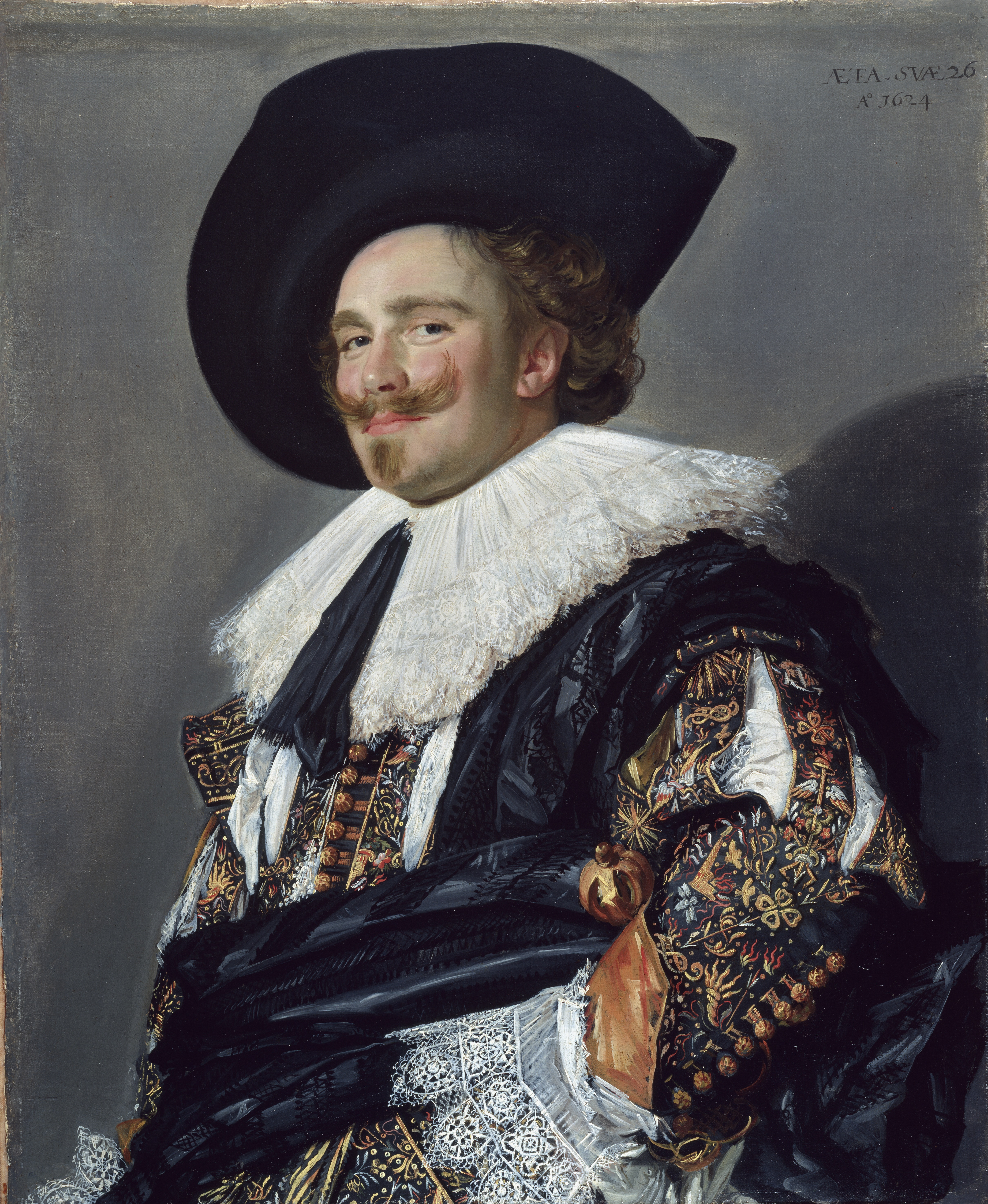
The Laughing Cavalier (1624) Frans Hals
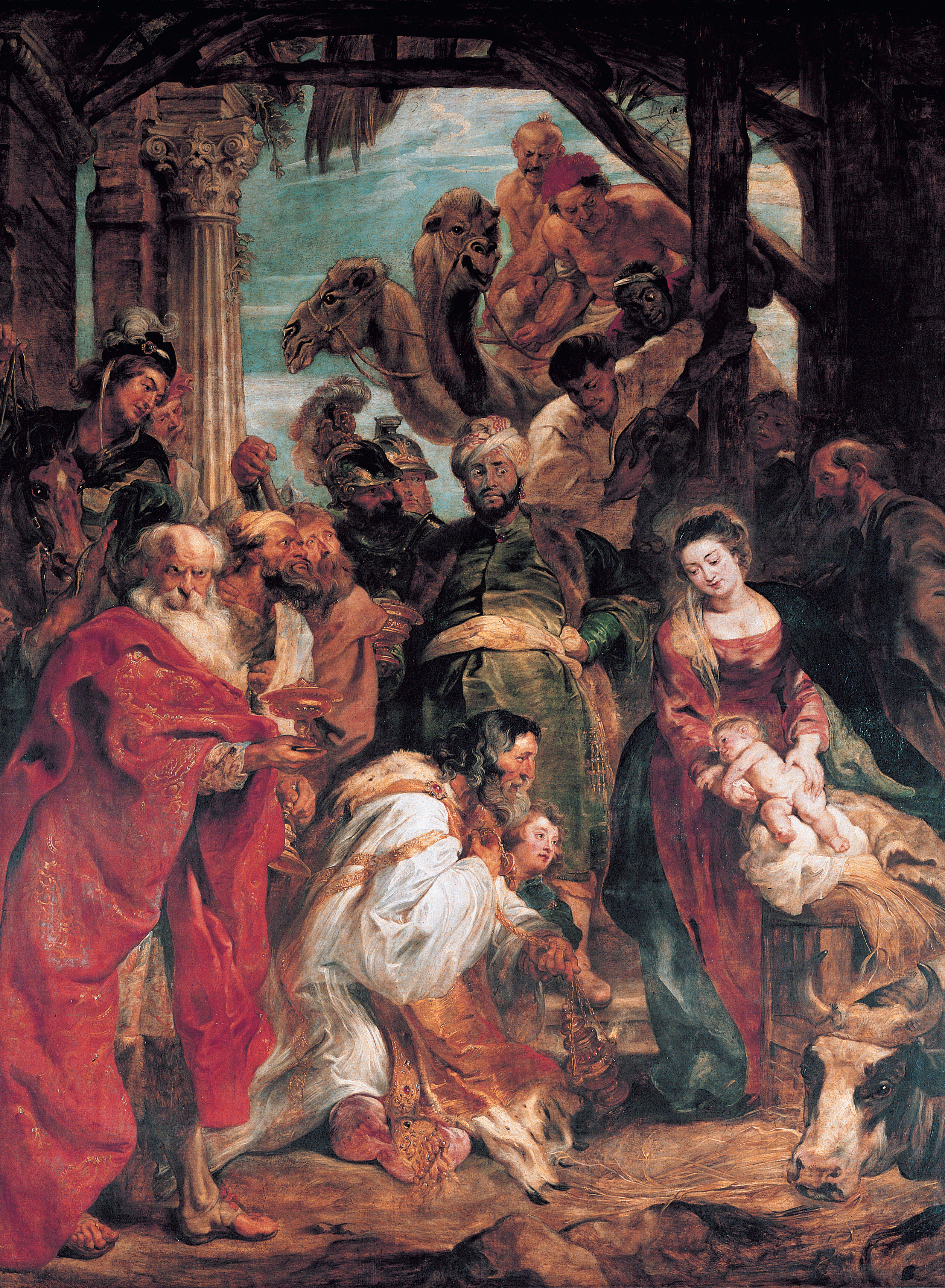
Aanbidding (1624) Peter Paul Rubens, KMSKA, Antwerpen

## Bouwkunst

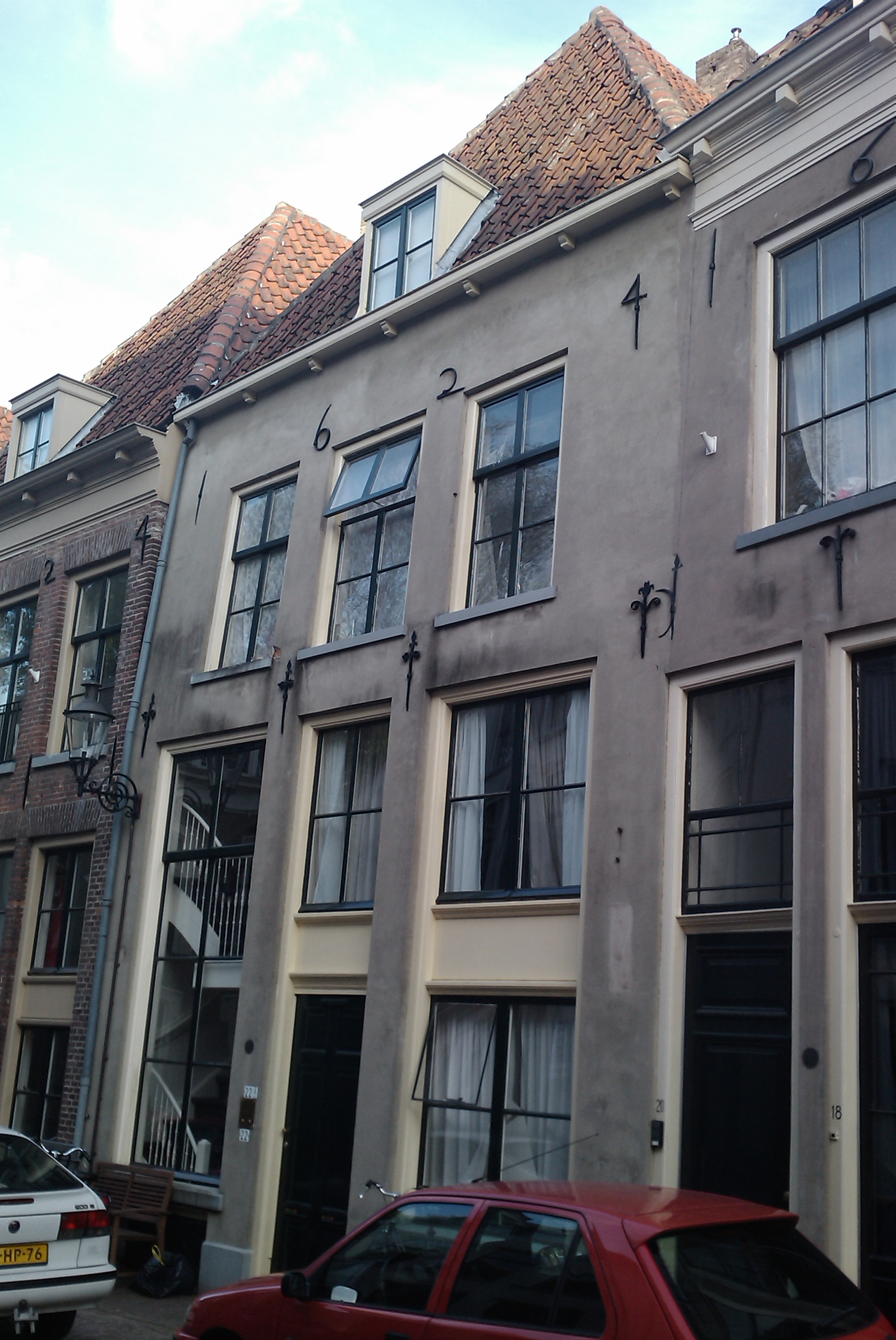
Woonhuis, Deventer (1624)

## Geboren
april
- 26 - Johann Leusden, Nederlands calvinistisch theoloog (overleden 1699)

juli
- George Fox, Brits theoloog; stichter van de Quakers (overleden 1691)

datum onbekend
- François Roberday, Frans orgelcomponist (overleden 1680)

## Overleden
april
- 17 - Marianna van Jezus (59), Spaans kloosterlinge en zalige

augustus
- 26 - Fukushima Masanori (63), Japans daimyo, een van de Zeven Speren van Shizugatake

december
- 25 - Catharina van Nassau (80), Duits edelvrouw, zuster van Willem van Oranje
- 26 - Simon Marius (51), Duits astronoom